# Comuna Kîvacivka, Teplîk
Kîvacivka (în ucraineană Кивачівка) este o comună în raionul Teplîk, regiunea Vinnița, Ucraina, formată din satele Kîvacivka (reședința) și Țvilihivka.

## Demografie
Componența lingvistică a satului Kîvacivka
     Ucraineană (98,73%)
     Alte limbi (0,63%)
Conform recensământului din 2001, majoritatea populației satului Kîvacivka era vorbitoare de ucraineană (98,73%), existând în minoritate și vorbitori de alte limbi.